# من خدا هستم
من خدا هستم (به تامیلی: Naan Kadavul) فیلمی محصول سال ۲۰۰۹ و به کارگردانی بالا است. در این فیلم بازیگرانی همچون آریا، پوجا اوماشانکار، راجندران، کریشنامورتی ایفای نقش کرده‌اند.